# سازمان دفاع از حقوق بشر کردستان
سازمان دفاع از حقوق بشر کردستان در ۲۰ فروردین ۱۳۸۴ برابر با ۹ آوریل ۲۰۰۵ در کردستان ایران با مرکزیت تهران پایتخت ایران اعلام موجودیت نمود. و از همان تاریخ شروع به فعالیت کرده‌است. محمدصدیق کبودوند از اعضای مؤسس سازمان اتحاد برای دموکراسی و مدیرمسئول و سردبیر هفته‌نامه پیام مردم همراه با تعدادی از فعالان مدنی و روزنامه‌نگاری کرد و همفکران خود در کردستان، این سازمان را بنا نهاده‌است.
سازمان حقوق بشر کردستان با نام اختصاری RMMK، هم در اسناد و اساسنامه و هم در بیانیه‌های رسمی خود هم‌زمان از دو نام و عنوان سازمان حقوق بشر کردستان و سازمان دفاع از حقوق بشر کردستان استفاده می‌کند.

## اهداف کلی
بر طبق اعلام‌نامه موجودیت، سازمان دفاع از حقوق بشر کردستان منشور خود را بر مبنای اعلامیه جهانی حقوق بشر اعلام نموده و تلاش برای رعایت بدون قید و شرط حقوق و آزادیهای مصرحه در این اعلامیه و دیگر اسناد بین‌المللی حقوق بشر را، از اهداف اصلی خود برشمرده است. پیرو اعلام‌نامه موجودیت، اساسنامه سازمان نیز موارد زیر را جزو اهداف کلی این سازمان اعلام کرده‌است:
- رعایت حقوق و آزادی‌های شناخته شده در منشور بین‌المللی حقوق بشر، پذیرش معیارها و هنجارهای جدید حقوق بین‌الملل بشر، تشویق دولت‌ها به معاهدات حقوق بشری.
- تأمین و تضمین حقوق مدنی و سیاسی، حقوق اجتماعی و اقتصادی و فرهنگی، حقوق جمعی شامل حق صلح، حق توسعه، حق داشتن محیط زیست مطلوب و حق تعیین سرنوشت.
- دیده‌بانی و پاسداری از حقوق بشر و جلوگیری از نقض آن.
- آموزش و ترویج فرهنگ حقوق بشر، دموکراسی، جامعه مدنی و حکومت قانون.
- تفاهم مشترک میان اقوام و ملتها بر مبنای سه اصل تساوی حقوق، عدم تبعیض و همزیستی مسالمت‌آمیز، احترام به حق خودمختاری و حق تعیین سرنوشت ملیتها در ایران و منطقه.[۵]

## برنامه‌ها
سازمان دفاع از حقوق بشر کردستان در اسناد و اعتمادنامه‌های رسمی خود بر پیگیری موارد زیر تأکید داشته‌است:
الغای مجازات اعدام، منع هرگونه شکنجه، منع تبعیض و نابرابری میان زنان با مردان، منع خشونت علیه کودکان و منع استفاده از کار آنان، حمایت از حقوق افراد آزار دیده و گروه‌های آسیب‌پذیر، حمایت از پناهندگان و مهاجران، حمایت از آزادی زندانیان سیاسی و عقیدتی، حمایت از آزادی بیان و عقیده و وجدان و مذهب، حمایت از شناسایی موجودیت و هویت سیاسی و اجتماعی و فرهنگی اقوام و اقلیت‌های ملی و مذهبی، حمایت از مشارکت دادن اقوام و اقلیت‌ها در اداره امور مربوط به خود، حمایت از فعالیت سندیکاها و اتحادیه‌های صنفی و کارگری، حمایت فعالیت آزادانه احزاب و سازمان‌های سیاسی و مدنی و اجتماعی.

## ارکان‌ها
طبق اساسنامه اعلام شده، سازمان دفاع از حقوق بشر کردستان دارای ارکان مجمع و شورای عالی، رئیس کل، شورای مدیریت اجرایی و دبیرخانه است. مطابق اعتمادنامه‌های موجود این سازمان محمدصدیق کبودوند را ابتدا به عنوان دبیرکل و پس از اصلاح اساسنامه در سال ۱۳۸۵ به عنوان رئیس کل معرفی کرده‌است. براساس بیانیه‌های موجود، مرکز دبیرخانه این سازمان در شهر تهران واقع است.

## بنیان‌گذاران
وزارت اطلاعات پس از بازداشت کبودوند، در گزارش خود به دادستانی تهران، تعداد اعضای مؤسس سازمان حقوق بشر کردستان را بیش از دویست نفر اعلام کرد، اما کبودوند در زندان با صدور بیانیه‌ای توضیحیکه گزارشگران بدون مرز آن را منتشر کرد ضمن رد ادعای یاد شده، اعلام کرد لیست دست یافته دستگاه امنیتی، صورت اسامی مؤسسین یا اعضای فعال سازمان نیسست بلکه صرفاً لیستی از نام مستعار و اسامی اختصاری تعداد ۲۲۰ نفر از اعضای غیرفعال در یک دوره شش‌ماهه بوده که خود سازمان نیز آن اسامی را جهت اعلام وضعیت کاری آنان منتشر کرده‌است. در هر حال با اینکه این سازمان فعالیت‌های خود را بطور علنی و حضور و حوزه خود را در داخل کشور تعیین کرده‌است اما اسامی اعضای مؤسس و تعداد اعضای این سازمان را هرگز به‌طور رسمی اعلام نکرده‌است. با این حال غیراز محمدصدیق کبودوند به عنوان رئیس کل، اسامی برخی دیگر از مدیران نظیر امید بیگی‌زاد، سامان رسول‌پور، کاوه کرمانشاهی و اجلال قوامی در برخی بیانیه‌ها و اطلاعیه‌ها به عنوان اعضای هیئت اجرایی یا سخنگو اعلام شده‌است و برخی اسامی نیز نظیر شیرکو جهانی، هیمن محمودی،زینب بایزیدی و فرزاد کمانگر و دیگران به عنوان اعضای زندانی این سازمان در رسانه‌ها منتشر شده‌است.

## فعالیت‌ها
سازمان دفاع از حقوق بشر کردستان از همان تاریخ تأسیس خود، فعالیت‌های گسترده‌ای را در شهرها و روستاهای کردنشین ایران آغاز کرد. دایر کردن کلاسهای آموزشی حقوق بشر، جمع‌آوری اخبار و گزارش مربوط به نقض حقوق بشر، برگزاری سمینار و کنفرانس مربوط به حقوق بشر، انجام مصاحبه و گفتگوهای رسانه‌ای و رادیو تلویزیونی، صدور بیانیه‌ها و اعلامیه‌ها، راه‌اندازی کمپین‌های حمایتی از زندانیان و قربانیان نقض حقوق بشر، کمپین‌های علیه سنگسار و احکام صادره علیه زنان، گزارش موارد خودسوزی و خودکشی زنان، گزارش موارد خشونت علیه زنان و کودکان، گزارشهای دوره‌ای حقوق بشر و نقض آن از اهم فعالیت‌های این سازمان است

## کارگزاری‌ها
سازمان حقوق بشر کردستان در سال اول تأسیس و در آغاز فعالیت با کمک دو کارگزاری وابسته به خود به نام‌های «گزارشگران حقوق بشر کردستان» و «دیده‌بانان حقوق بشر کردستان»دامنه فعالیت‌های دیده‌بانی و پاسداری از حقوق بشر را تا عمق روستاها و مناطق دورافتادۀ کردستان ایران و حتی تا اعماق زندان‌ها گسترش داد. وزارت اطلاعات با اذعان به این موضوع در گزارشی که به دادستانی تهران ارائه داد، به دایرۀ وسعت فعالیت‌ها و گسترش نفوذ این سازمان در تمام مناطق کردنشین ایران اعتراف کرد. در کیفرخواست دادستانی تهران در موضوع پروندۀ قضایی علیه محمدصدیق کبودوند در دادگاه انقلاب، به حضور اعضای فعال، نمایندگان سازمان، دیده‌بان‌ها و گزارشگران این سازمان در تمام شهرها و روستاهای حوزۀ فعالیت این سازمان، به‌طور مشخص از ماکو در شمال تا ایلام در جنوب کردستان ایران با تأکید اشاره شده‌است.
البته طی سال‌های اخیر و پس از امنیتی شدن دگربارۀ مناطق کردنشین و بازداشت تعدادی از فعالان محلی نزدیک به حقوق بشر کردستان فعالیت دو کارگزاری گزارشگران و دیده‌بانان حقوق بشر کردستان به طرز چشمگیری کاهش یافته‌است.

## خبرگزاری حقوق بشر کردستان
سازمان حقوق بشر کردستان در همان سال اول فعالیت خود، شبکه‌ای خبری به نام «خبرگزاری دیده‌بان حقوق بشر کردستان» را بنا نهاد. این شبکه خبری در سالهای نخست فعالیت و در دوران قبل از برخورد با سازمان اخبار مربوط به حقوق بشر و نقض آن در کردستان را به شکلی گسترده منعکس و پوشش می‌داد.

## برخورد امنیتی و قضایی
سازمان حقوق بشر کردستان در دوره آغازین فعالیت به مدت ۲ سال و نیم فارغ از برخورد سخت امنیتی و قضایی توانست با گسترش دامنه فعالیت‌های خود به عنوان نهاد مدنی مستقل و توانمند کرد در ایران ظهور نماید. اما از ابتدای سال سوم فعالیت، دستگاه‌های امنیتی و قضایی جمهوری اسلامی شروع به برخورد با این سازمان کردند. در دهم تیرماه ۱۳۸۶ مأموران وزرات اطلاعات و دادستانی تهران با مراجعه به دفتر کار محمدصدیق کبودوند رئیس این سازمان در تهران، او را بازداشت کردند. البته پیش از واقعه با تعدادی از اعضای این سازمان از جمله سامان رسول‌پور، اجلال قوامی، شیرکو جهانی، هیمن محمودی، نوید فتحی، سروه کامکار، زینب بایزیدی، غفور محمدی و دیگران با اتهاماتی غیر از عضویت در این سازمان برخورد شده بود.

## حبس طولانی مدت رئیس سازمان
دادگاه انقلاب اسلامی تهران یک سال پس از بازداشت و زندانی شدن محمد صدیق کبودوند، وی را به اتهام برهم زدن امنیت کشور و اقدام بر علیه امنیت ملی از طریق تشکیل و اداره سازمان دفاع از حقوق بشر کردستان به ده سال حبس تعزیری و از بابت ارتباط با کوفی عنان دبیرکل سازمان ملل متحد و ارتباط با سازمان‌های بین‌المللی حقوق بشر به یک سال حبس، مجموعاً به ۱۱ سال زندان محکوم کرد که دادگاه تجدیدنظر نیز با تأیید حکم اولیه مدت ده حبس را تأیید کرد. کبودوند با تحمل این کیفر و اتمام آن در ۲۱ اردیبهشت ماه ۱۳۹۶ پس از ده سال و سه روز از زندان آزاد شد.

## جوایز
به پاس تلاش و کوشش در دفاع و حمایت از حقوق بشر و قدردانی جهانی از کوشش‌های محمدصدیق کبودوند رئیس این سازمان، جوایزی به وی اهدا شده‌است. جایزۀ هلمن-همتاز سوی دیده‌بان حقوق بشر، جایزه روزنامه‌نگار بین‌المللی سال بریتانیا، جایزه مرکز بین‌المللی حقوق بشر کانادا،اهدا عضویت افتخاری از سوی انجمن قلم اتریش، انجمن قلم سوئد، انجمن قلم سیدنی استرالیا و انجمن قلم کاتالااز جمله این جوائز است. محمدصدیق کبودوند هم چنین از سوی چند حزب سوئدی و نروژی و تعدادی از فعالان منطقه و جهانیدر چند دورهاز جمله در سال ۲۰۱۱ کاندیدای دریافت جایزه صلح نوبل شد.

## وضعیت فعلی
سازمان حقوق بشر کردستان اولین نهاد حقوق بشری کردی در کردستان ایران است. این سازمان به رغم فعالیت‌های گسترده و دارا بودن اعتبار، فعالیت‌های آن در سالهای اخیر به ویژه در عرصه گزارشگری رو به کاهش نهاده‌است. تعدادی از اعضای شناخته شده این سازمان به خارج از کشور رفته‌اند، اما گفته می‌شود شاکله این سازمان در داخل کشور حضور دارد. شورای مدیریت پس از آزادی محمدصدیق کبودوند رئیس زندانی آن در اردیبهشت ماه ۱۳۹۶مدیریت اداره این سازمان را برعهده گرفته‌است. سازمان دفاع از حقوق بشر کردستان عضو مجموعۀ جهانی «نهادهای مدنی و حقوق بشری آسیا و اقیانوسیه» است.